# Лешиле (Арджеш)
Лешиле (рум. Leșile) — село у повіті Арджеш в Румунії. Входить до складу комуни Тею.
Село розташоване на відстані 77 км на захід від Бухареста, 34 км на південний схід від Пітешть, 111 км на схід від Крайови, 119 км на південь від Брашова.

## Населення
За даними перепису населення 2002 року у селі проживали 320 осіб, усі — румуни. Усі жителі села рідною мовою назвали румунську.